# Trun (Orne)
Trun és un municipi francès situat al departament de l'Orne i a la regió de Normandia. L'any 2007 tenia 1.325 habitants.

## Demografia

### Població
El 2007 la població de fet de Trun era de 1.325 persones. Hi havia 540 famílies de les quals 196 eren unipersonals (72 homes vivint sols i 124 dones vivint soles), 176 parelles sense fills, 132 parelles amb fills i 36 famílies monoparentals amb fills.
La població ha evolucionat segons el següent gràfic:
Habitants censats

### Habitatges
El 2007 hi havia 630 habitatges, 552 eren l'habitatge principal de la família, 9 eren segones residències i 69 estaven desocupats. 499 eren cases i 129 eren apartaments. Dels 552 habitatges principals, 333 estaven ocupats pels seus propietaris, 206 estaven llogats i ocupats pels llogaters i 13 estaven cedits a títol gratuït; 5 tenien una cambra, 49 en tenien dues, 119 en tenien tres, 148 en tenien quatre i 231 en tenien cinc o més. 356 habitatges disposaven pel capbaix d'una plaça de pàrquing. A 284 habitatges hi havia un automòbil i a 171 n'hi havia dos o més.

### Piràmide de població
La piràmide de població per edats i sexe el 2009 era:
| Homes | Edats   | Dones |
| ----- | ------- | ----- |
| 0     | 95 o +  | 12    |
| 8     | 90 a 94 | 32    |
| 12    | 85 a 89 | 52    |
| 8     | 80 a 84 | 24    |
| 32    | 75 a 79 | 32    |
| 40    | 70 a 74 | 44    |
| 48    | 65 a 69 | 60    |
| 12    | 60 a 64 | 36    |
| 32    | 55 a 59 | 40    |
| 40    | 50 a 54 | 36    |
| 44    | 45 a 49 | 36    |
| 20    | 40 a 44 | 36    |
| 32    | 35 a 39 | 36    |
| 56    | 30 a 34 | 48    |
| 32    | 25 a 29 | 36    |
| 28    | 20 a 24 | 16    |
| 56    | 15 a 19 | 16    |
| 32    | 10 a 14 | 20    |
| 40    | 5 a 9   | 40    |
| 40    | 0 a 4   | 36    |

## Economia
El 2007 la població en edat de treballar era de 691 persones, 492 eren actives i 199 eren inactives. De les 492 persones actives 423 estaven ocupades (230 homes i 193 dones) i 69 estaven aturades (26 homes i 43 dones). De les 199 persones inactives 69 estaven jubilades, 67 estaven estudiant i 63 estaven classificades com a «altres inactius».

### Ingressos
El 2009 a Trun hi havia 553 unitats fiscals que integraven 1.194,5 persones, la mediana anual d'ingressos fiscals per persona era de 15.275 €.

### Activitats econòmiques
Dels 88 establiments que hi havia el 2007, 4 eren d'empreses alimentàries, 1 d'una empresa de fabricació de material elèctric, 9 d'empreses de fabricació d'altres productes industrials, 8 d'empreses de construcció, 24 d'empreses de comerç i reparació d'automòbils, 3 d'empreses de transport, 4 d'empreses d'hostatgeria i restauració, 5 d'empreses financeres, 4 d'empreses immobiliàries, 9 d'empreses de serveis, 12 d'entitats de l'administració pública i 5 d'empreses classificades com a «altres activitats de serveis».
Dels 25 establiments de servei als particulars que hi havia el 2009, 1 era una gendarmeria, 1 oficina de correu, 3 oficines bancàries, 4 tallers de reparació d'automòbils i de material agrícola, 1 autoescola, 1 guixaire pintor, 3 fusteries, 3 lampisteries, 1 electricista, 2 perruqueries, 1 veterinari, 2 restaurants, 1 agència immobiliària i 1 saló de bellesa.
Dels 14 establiments comercials que hi havia el 2009, 1 era un hipermercat, 1 una botiga de més de 120 m², 3 fleques, 2 carnisseries, 1 una peixateria, 1 una llibreria, 1 una botiga d'equipament de la llar, 1 un drogueria i 3 floristeries.
L'any 2000 a Trun hi havia 10 explotacions agrícoles que ocupaven un total de 399 hectàrees.

## Equipaments sanitaris i escolars
L'únic equipament sanitari que hi havia el 2009 era una farmàcia.
El 2009 hi havia 2 escoles elementals. Trun disposava d'un col·legi d'educació secundària amb 258 alumnes.

## Poblacions més properes
El següent diagrama mostra les poblacions més properes.